# Paratrichius flavipes
Paratrichius flavipes är en skalbaggsart som beskrevs av Moser 1901. Paratrichius flavipes ingår i släktet Paratrichius och familjen Cetoniidae. Inga underarter finns listade i Catalogue of Life.